# Dijk (weg)
Een dijk is, in de betekenis van een weg, een aangelegde, hoger gelegen, rechte weg door water of doorheen een (voormalig) moerassig gebied, bijvoorbeeld broekland. In deze betekenis is een dijk geen waterkering, maar louter een vanwege zijn hoogte permanent droog gelegen weg in voorts nat gebied.

## Nederland
In grote delen van Zuid- en Oost-Nederland verwijst de term "dijk" vooral naar zulk een hoger gelegen weg, eerder dan naar een waterkering. Ze werden er vaak aangelegd om ontginning van een gebied mogelijk te maken. Ook in het pleistocene deel van Noord-Brabant wordt met een dijk geen waterkering bedoeld, maar is het de naam van een weg die loodrecht op een waterloop staat. In natte tijden kon de waterloop buiten zijn oevers treden en dus werd de weg vanwege het overstromingsrisico op een verhoging aangelegd.
De naam van de weg bevat vaak het toponiem dijk, dikwijls gekoppeld aan een plaatsnaam of in combinatie met een voorzetsel of bijvoeglijk naamwoord, zoals Veldhovense Dijk, Lieropse Dijk en Nuenense Dijk, of Voordijk, Achterdijk, Westdijk en Zwarte Dijk. Ook andere combinaties kwamen en komen voor, zoals Wolvendijk en Onze Lieve Vrouwedijk.
Een Prinsendijk is meestal aangelegd in verband met gevechtshandelingen in de Tachtigjarige Oorlog.

## Elders
In het Engelse taalgebied wordt dit type weg een causeway genoemd, al wordt die term ook breder geïnterpreteerd. In verstedelijkte gebieden worden zulke dijken of causeways gebruikt als alternatief voor een (lange) brug. Een bekend voorbeeld hiervan is de Johor–Singapore Causeway die Singapore met Maleisië verbindt.
Ook in de eilandrijke wateren rondom Newfoundland komen dijken vaak voor. Daar vele eilanden vaak door slechts enkele honderden meters aan water van elkaar gescheiden worden, zijn er dijken (al dan niet onderbroken door een brug) aangelegd om de eilanden alzo voor wegverkeer bereikbaar te maken.

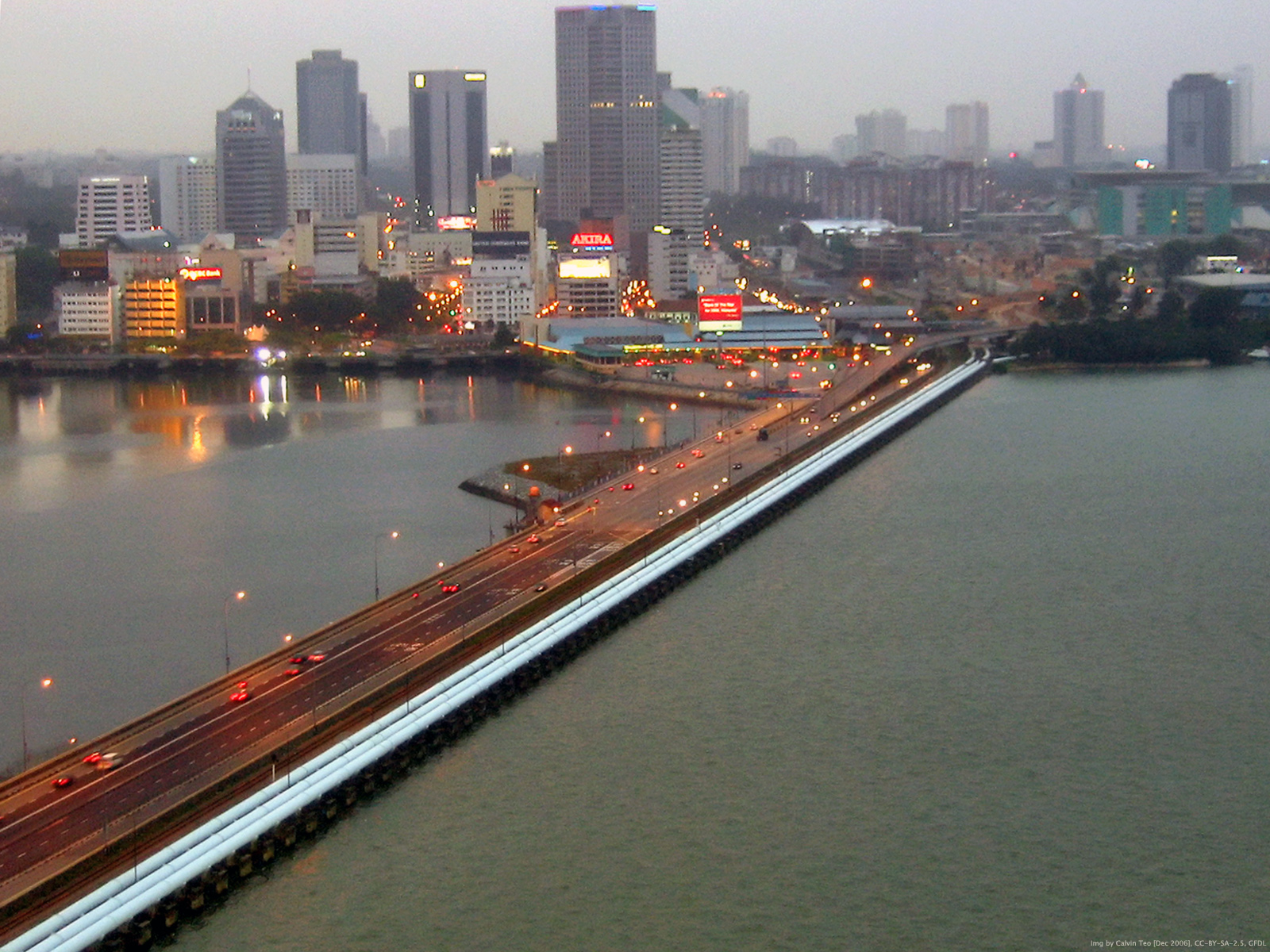
De Johor–Singapore Causeway
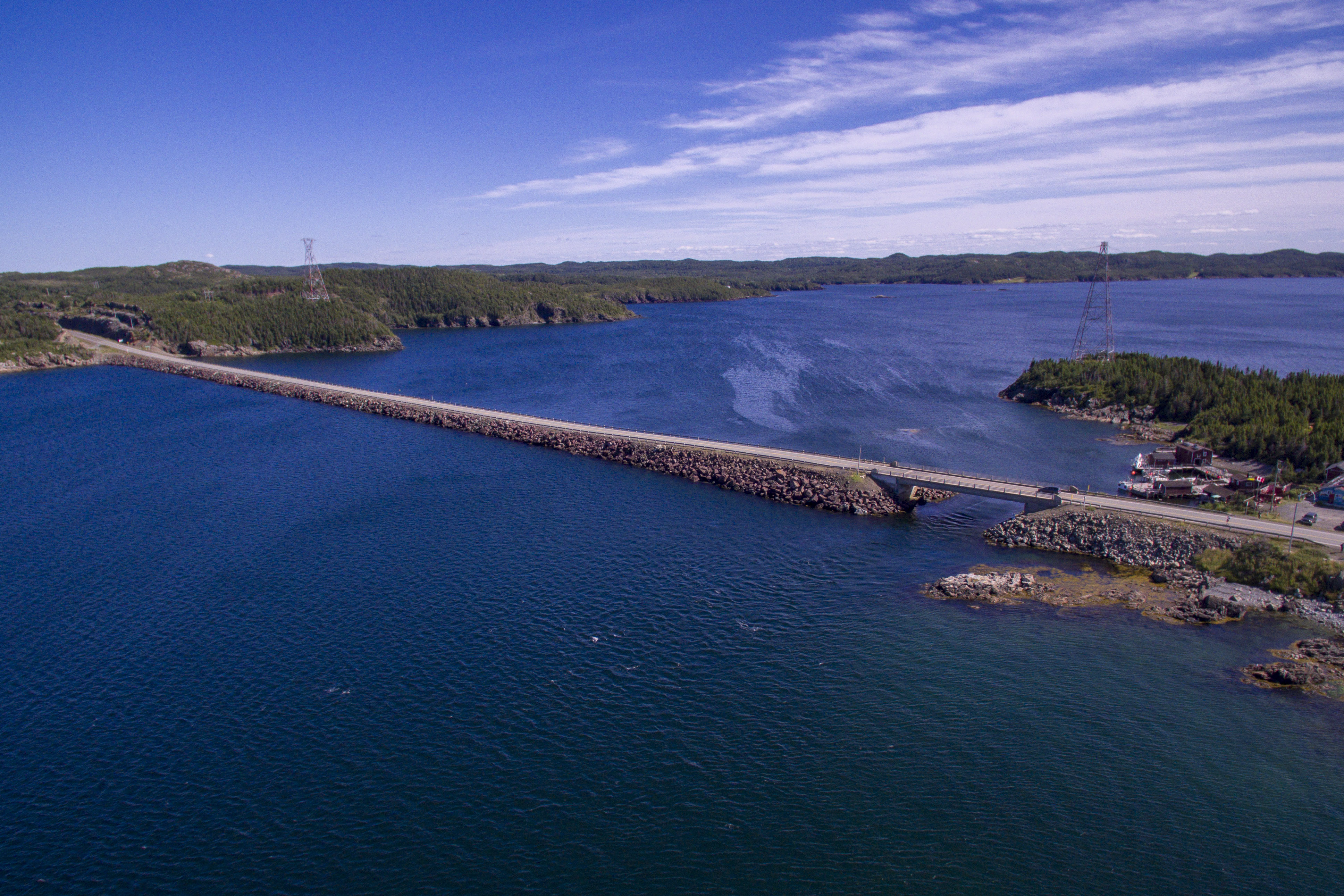
Een typisch Newfoundlandse dijk met brug die New World Island en South Twillingate Island met elkaar verbindt
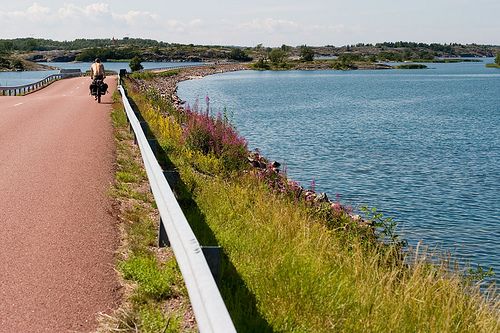
Dijken die de honderden eilanden in Åland onderling verbinden